# باشگاه فوتبال شهرداری تبریز
باشگاه فوتبال شهرداری تبریز، یکی از تیم‌های زیرمجموعه سازمان ورزش شهرداری تبریز است که در شهر تبریز واقع شده‌است. این باشگاه تا پیش از سال ۱۳۶۵ با نام باشگاه آتش‌نشانی تبریز شناخته می‌شد.
باشگاه فوتبال شهرداری تبریز در رده‌های سنی نونهالان، نوجوانان، جوانان، امید و بزرگسالان دارای تیم است. این باشگاه علاوه بر رشته فوتبال در رشته‌های فوتسال، والیبال، هندبال، فوتبال ساحلی، هاکی، راگبی، بسکتبال، دوچرخه‌سواری و سپک‌تاکرا نیز فعالیت می‌کند.

## تاریخچه
در سال ۱۳۵۸ باشگاه ورزشی آتش‌نشانی تبریز توسط برادران یمین هاشمی از مسابقات دسته دوم باشگاه‌های تبریز تشکیل گردید و در همان سال با قهرمانی در دسته دوم تبریز به رقابت‌های دسته اول فوتبال تبریز صعود کرد و در سال ۱۳۶۴ با موافقت محسن عزتی (شهردار وقت تبریز)، به نام باشگاه فرهنگی ورزشی شهرداری تبریز تغییر نام داد.

### دهه ۶۰
باشگاه فوتبال شهرداری تبریز در دهه ۶۰، یکی از بهترین تیم‌های باشگاهی تبریز بوده و همواره یکی از مدعیان قهرمانی و یکی از قطب‌های فوتبال آذربایجان به‌شمار می‌رفت. شهرداری در کنار ۲ مدعی دیگر قهرمانی در تبریز، یعنی باشگاه تراکتورسازی و ماشین‌سازی، سکان‌دار فوتبال آذربایجان بوده و بازیکنان بزرگی از این تیم به تیم فوتبال منتخب تبریز در مسابقات لیگ قدس و فوتبال ایران معرفی شدند. از جمله این بازیکنان، می‌توان به نام‌هایی چون میر قدیر یمین هاشمی، میراحمد یمین هاشمی، هاشم خیاط، بیوک سرابی و محمد پور غفار اشاره کرد.

### دهه ۷۰
با تغییر یافتن مسابقات فوتبال منتخب استان‌ها، به فوتبال باشگاهی کشور در اوایل دهه ۷۰، باشگاه‌های قهرمان هر استان، به مسابقات کشوری راه می‌یافتند که تیم فوتبال شهرداری تبریز در سال ۱۳۷۲ با قهرمانی در لیگ استان و حذف تراکتورسازی تبریز به لیگ دسته ۲ و یک سال پس از آن به لیگ لیگ آزادگان (لیگ برتر کنونی) که با شرکت ۲۴ تیم در ۲ گروه ۱۲ تیمی برگزار می‌شد، راه پیدا کرد. شهرداری در این دوره از رقابت‌ها، مقام چهارم گروه خود را در نخستین دوره حضور خود به دست آورد. در آن دوران، سرمربی‌گری این تیم را سابو آدریان رومانیایی بر عهده داشت. در سال ۱۳۷۴ این باشگاه باز هم در مسابقات لیگ آزادگان (لیگ برتر کنونی) حضور داشت؛ اما در نهایت به مسابقات دسته دوم سقوط کرد. با این حال در فصل بعد، با حفظ نفرات برتر خود و با به خدمت گرفتن بیژن ذوالفقارنسب به عنوان سرمربی و با سرپرستی مجید حمداد، در فاصله ۲ هفته مانده به پایان مسابقات جشن قهرمانی خود را برگزار کرده و دوباره به لیگ آزادگان (لیگ برتر کنونی) راه پیدا کرد.

#### دوران درخشش
در سال ۱۳۷۶، طبق تصمیم مسئولین باشگاه، شهرداری تبریز و بسیج تبریز با هم ادغام شده و با نام باشگاه مقاومت شهرداری تبریز در مسابقات حضور پیدا کرد. در سال ۱۳۷۶ تیم شهرداری در مسابقات لیگ آزادگان (لیگ برتر کنونی) در مقام پنجم لیگ ۱۶ تیمی قرار گرفت و بهترین تیم شهرستانی در مسابقات لقب گرفت. در همان سال بعد از پرسپولیس بهترین خط حمله لیگ را به دست آورد. حسین خطیبی نیز از تیم شهرداری با زدن ۱۶ گل به عنوان آقای گل مسابقات شناخته شد. افزون بر این، کاپ اخلاق مسابقات نیز به شهرداری تبریز رسید. در آن سال شهرداری، در بازی‌های خانگی هیچ باختی را متحمل نشده بود. از بهترین نتایج این تیم می‌توان به برد ۲ بر ۱ مقابل پرسپولیس تهران، ۴ بر ۱ مقابل پاس تهران، ۴ بر ۰ مقابل فولاد اهواز، ۳ بر ۰ مقابل استقلال اهواز در بازی‌های خانگی و برد ۲ بر ۰ مقابل بهمن تهران، ۱ بر ۰ مقابل پلی‌اکریل اصفهان در بازی‌های بیرون خانه و برد ۳ بر ۱ و حذف سپاهان در جام حذفی اشاره کرد.

#### دوران افول
از سال ۱۳۷۷ به بعد مسئولان باشگاه ترجیح دادند، تنها روی تیم‌های پایه و توسعه اماکن ورزشی سرمایه‌گذاری کنند که در نهایت به علت عدم تخصیص بودجه، جدایی بازیکنان مطرح و جوان‌گرایی، شهرداری در پایان مسابقات به دسته ۲ سقوط کرده و در سال ۱۳۷۸ نیز به مسابقات دسته ۳ (دسته ۲ کنونی) سقوط کرده و اقتدار چندین ساله خود را در فوتبال کشور از دست داد.

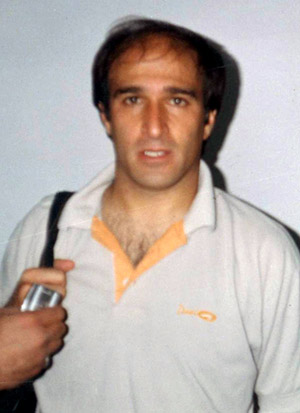
سیروس دین‌محمدی؛ بازیکن سابق شهرداری تبریز.

از بازیکنان مطرح تیم شهرداری در دهه ۷۰ که به نوعی دهه بازیکن‌سازی این باشگاه به‌شمار می‌رود، می‌توان به نام‌هایی همچون سیروس دین‌محمدی، غلامحسین دین‌محمدی، حسین خطیبی، رسول خطیبی، مهدی بخشی‌زاده، ستار همدانی، علیرضا اکبرپور، محمد سالک جباری، جواد رشیدی، ایرج نیکجو، محمد فاتح، میر معصوم سهرابی، علی صالح‌پناه، حیدر جعفری، اصغر پورحسین، تقی تختی کیانی، حبیب پاک‌نژاد، جلیل زنده‌دل، صمد صبحی، جواد فرمانی، رضا ولی‌پور، سید علی داغی، علی اکبریان، سعید حسینی بانی، ناصر فراستی، رسول غنی زاده، رضا رمضان زاده،  علیرضا نیک‌مهر، عباس چمنی و علی ولدی اشاره کرد که همه این بازیکنان جزو بازیکنان بومی تبریز بودند.
از میان این بازیکنان، سیروس دین‌محمدی، رسول خطیبی، حسین خطیبی و حیدر جعفری به تیم ملی فوتبال ایران و میر معصوم سهرابی، علی صالح‌پناه و علیرضا نیک‌مهر نیز به تیم ملی فوتبال دانشجویان ایران راه پیدا کردند.

### دهه ۸۰
باشگاه فوتبال شهرداری تبریز در سال‌های ابتدایی دهه ۸۰ در مسابقات لیگ استانی حضور داشت؛ تا این که با قهرمانی در این رقابت‌ها در سال ۱۳۸۲، به لیگ دسته ۳ صعود کرد. در دسته ۳ نیز پس از قهرمانی، به لیگ ۲ راه یافت. این باشگاه در مدت حضور خود در لیگ دسته‌های پایین، دست به جوان‌گرایی و بومی‌گرایی در تیم زده و بازیکنان جوان و بومی زیادی را به فوتبال تبریز معرفی کرد. شهرداری با قهرمانی در مسابقات لیگ ۲ در سال ۱۳۸۴ با حضور بازیکنان بومی و تربیت‌شده در تیم‌های پایه شهرداری، موفق به صعود به لیگ دسته یک ایران شد.
شهرداری در سال ۱۳۸۵ در نخستین دوره حضور خود در لیگ ۱ در دهه ۸۰ با سرمربی‌گری احد شیخ‌لاری، در جایگاه هفتم گروه خود ایستاد. در سال ۱۳۸۶ با سرمربی‌گری حسن آذرنیا و با کمک‌مربی‌گری علی صالح‌پناه و جلیل زنده‌دل با کسب ۲۷ امتیاز به مقام ششم گروه خود دست یافت. در سال ۱۳۸۷، محمدحسین ضیایی هدایت این تیم را برعهده گرفت. تیم شهرداری تبریز در این سال، در قامت یکی از مدعیان صعود به لیگ برتر ظاهر شده و با کسب جایگاه دوم در گروه خود، راهی مرحله پلی‌آف شد؛ اما در بازی پلی‌آف در مجموع دو بازی رفت و برگشت، با نتیجه ۳ بر ۲، مغلوب شاهین بوشهر شده و از صعود به لیگ برتر باز ماند.
شهرداری تبریز پس از این ناکامی در صعود به لیگ برتر، در سال ۱۳۸۸ با حضور اکبر میثاقیان به عنوان سرمربی، توانست با اقتدار و کسب ۶۲ امتیاز از ۷۸ امتیاز ممکن و به جای گذاشتن رکوردهایی مانند شکست نخوردن در طول فصل، کمترین گل خورده، بیشترین گل زده، بیشترین تفاضل گل و آقای گل مسابقات، به لیگ برتر گام گذاشت.

### دهه ۹۰
باشگاه شهرداری در سال ۱۳۸۹ پس از ۱۲ سال دوری از سطح اول فوتبال کشور، دوباره به لیگ برتر ایران بازگشته و اکبر میثاقیان، سکان هدایت این تیم را در ابتدای فصل بدست گرفت؛ اما به دلیل نتایج ضعیف، حمید درخشان وظیفه سرمربی‌گری این تیم را برعهده گرفته و در پایان فصل، در جایگاه ۱۲ لیگ برتر ایستاد. شهرداری در فصل بعد (۹۱-۱۳۹۰) با ایستادن در رتبه ۱۶ لیگ، به لیگ دسته اول فوتبال ایران سقوط کرد؛ اما با قهرمانی در فصل ۹۲–۱۳۹۱ لیگ آزادگان با سرمربی‌گری فراز کمالوند، وگلزنی پژمان مقدمی کاپیتان و بازیکن سابق باشگاه تراکتورسازی تبریزپس از یک سال دوری از لیگ برتر توانست دوباره به سطح اول رقابت‌های فوتبال ایران بازگردد؛ ولی در نهایت با حکم کمیته انضباطی فدراسیون فوتبال، به علت تبانی، به لیگ آزادگان بازگردانده شد. باشگاه شهرداری تبریز در واکنش به این حکم به کمیته استیناف فدراسیون فوتبال اعتراض کرد که در نتیجه، کمیته استیناف نیز این باشگاه را به لیگ دسته ۲ فرستاد. علیرضا نوین، شهردار تبریز نیز در اعتراض به این حکم، تمام فعالیت‌های باشگاه شهرداری را در تمام رشته‌های ورزشی، تعطیل کرد. اما در نهایت از این کار منصرف شدند.
شهرداری تبریز در سال بعد، با سرمربی‌گری مهدی پاشازاده در لیگ دسته ۲ حاضر شده و در همان سال نخست، با صعود از گروه خود به لیگ دسته ۱ آزادگان بازگشت.

### عملکرد
| فصل     | لیگ         | رتبه | جام حذفی   | توضیحات            |
| ------- | ----------- | ---- | ---------- | ------------------ |
| ۷۰–۱۳۶۹ | لیگ استانی  | اول  | –          | صعود               |
| ۷۱–۱۳۷۰ | دسته ۳      | ۱۶اُم | –          | سقوط               |
| ۷۲–۱۳۷۱ | لیگ استانی  | ۴اُم  | –          |                    |
| ۷۳–۱۳۷۲ | لیگ استانی  | اول  | –          | صعود               |
| ۷۴–۱۳۷۳ | دسته ۲      | سوم  | –          | صعود               |
| ۷۵–۱۳۷۴ | لیگ آزادگان | ۱۵اُم | دور اول    | سقوط               |
| ۷۶–۱۳۷۵ | دسته ۲      | دوم  | دور اول    | صعود               |
| ۷۷–۱۳۷۶ | لیگ آزادگان | ۵اُم  | برگزار نشد |                    |
| ۷۸–۱۳۷۷ | لیگ آزادگان | ۱۴اُم | دور دوم    | سقوط               |
| ۷۹–۱۳۷۸ | دسته ۲      | ۱۰اُم | –          | سقوط               |
| ۸۰–۱۳۷۹ | دسته ۳      | ۱۴اُم | –          | سقوط               |
| ۸۱–۱۳۸۰ | لیگ استانی  | ۴اُم  | –          |                    |
| ۸۲–۱۳۸۱ | لیگ استانی  | اول  | –          | صعود               |
| ۸۳–۱۳۸۲ | دسته ۳      | اول  | دور اول    | صعود               |
| ۸۴–۱۳۸۳ | دسته ۲      | ۵اُم  | دور اول    |                    |
| ۸۵–۱۳۸۴ | دسته ۲      | دوم  | دور اول    | صعود               |
| ۸۶–۱۳۸۵ | لیگ آزادگان | ۷اُم  | دور اول    |                    |
| ۸۷–۱۳۸۶ | لیگ آزادگان | ۶اُم  | دور دوم    |                    |
| ۸۸–۱۳۸۷ | لیگ آزادگان | دوم  | دور دوم    |                    |
| ۸۹–۱۳۸۸ | لیگ آزادگان | اول  | دور سوم    | صعود               |
| ۹۰–۱۳۸۹ | لیگ برتر    | ۱۲اُم | ۱/۱۶ نهایی |                    |
| ۹۱–۱۳۹۰ | لیگ برتر    | ۱۶اُم | ۱/۱۶ نهایی | سقوط               |
| ۹۲–۱۳۹۱ | لیگ آزادگان | اول  | ۱/۱۶ نهایی | سقوط به خاطر تبانی |
| ۹۳–۱۳۹۲ | دسته ۲      | دوم  | دوره سوم   | صعود               |
| ۹۴–۱۳۹۳ | لیگ آزادگان |      |            |                    |

## امکانات باشگاه
باشگاه شهرداری تبریز یکی از باامکانات‌ترین و مجهزترین باشگاه‌های ایران بوده و دارای امکاناتی از قبیل سالن‌های چند منظوره، سالن بدن‌سازی، استخر و سونا، تالار پذیرایی و چند زمین چمن مصنوعی است. چمن مصنوعی این باشگاه که برای تمرین در نظر گرفته شده است، دارای استاندارد ۲ ستاره فیفا بوده و تنها چمن در ایران است که این استاندارد را دارا می‌باشد.
علاوه بر این، باشگاه شهرداری دارای ورزشگاه اختصاصی و آکادمی فوتبال است که در آن در رده‌های سنی مختلف به آموزش فراگیران پرداخته می‌شود. این آکادمی دارای امکانات زیربنایی از جمله خوابگاه‌های مختلف، سالن‌های بدن‌سازی و آمادگی جسمانی و اتاق‌های استراحت است.
همچنین این باشگاه، ۲ ورزشگاه دیگر را، هر کدام با ظرفیت ۱۰٫۰۰۰ نفر در دست احداث دارد.

## بازیکنان

### بازیکنان سرشناس
- مهدی واعظی
- علی علی‌زاده
- شیث رضایی
- سیروس دین‌محمدی
- علی انصاریان
- میثم بائو
- سهراب انتظاری
- حسین خطیبی
- سعید دقیقی
- وریا غفوری
- رسول خطیبی
- علیرضا اکبرپور
- پژمان مقدمی

### بازیکنان خارجی
| ردیف | نام                  | کشور    | پست   | دوران بازی | بازی | گل |
| ---- | -------------------- | ------- | ----- | ---------- | ---- | -- |
| ۱    | جلسون                | برزیل   |       |            |      |    |
| ۲    | کارلوس ادواردو سوآرز | برزیل   |       | ۱۳۸۸-۹۰    |      |    |
| ۳    | پائولو سزار          | برزیل   |       | ۱۳۸۸       |      |    |
| ۴    | دانیلو ریبریو        | برزیل   |       | ۱۳۸۸       |      |    |
| ۵    | ماریان ژینارو        | رومانی  |       |            |      |    |
| ۶    | دراگان زارکویچ       | صربستان | مدافع | ۱۳۹۰       |      |    |
| ۷    | بوژان بلژیچ          | صربستان | هافبک | ۱۳۹۰       |      |    |
| ۸    | ساشا کراینویچ        | صربستان | هافبک | ۱۳۹۰       |      |    |
| ۹    | میلوراد یانوش        | صربستان | مهاجم | ۱۳۹۰-      |      |    |

## مسئولین

### مربیان گذشته
|                   | \| نام \| ملیت \| سال \| \| -------------------- \| ---- \| --------- \| \| اسماعیل هاشمی \| \| ۱۳۷۴ \| \| سوابو آدریان[۱۸] \| \| ۷۴–۱۳۷۳ \| \| یوان پاول[۱۸] \| \| ۱۳۷۴ \| \| بیژن ذوالفقارنسب[۱۸] \| \| ۷۷–۱۳۷۴ \| \| محمد مایلی‌کهن \| \| ۱۳۷۸ \| \| احد شیخ‌لاری \| \| ۸۰–۱۳۷۹ \| \| میر معصوم سهرابی \| \| ۱۳۸۱ \| \| جواد موسوی \| \| ۱۳۸۲ \| \| علی نیکبخت \| \| ۸۳–۱۳۸۴ \| \| احد شیخ‌لاری \| \| ۱۳۸۵ \| \| حسن آذرنیا \| \| ۱۳۸۶ \| \| محمدحسین ضیایی \| \| ۱۳۸۷ \| \| اکبر میثاقیان \| \| ۸۹–۱۳۸۸ \| \| حمید درخشان \| \| ۱۳۸۹ \| \| میودراگ یشیچ \| \| ۱۳۹۰ \| \| علی‌اصغر مدیرروستا \| \| ۱۳۹۱ \| \| بیژن عزیزی \| \| ۱۳۹۱ \| \| فراز کمالوند \| \| ۱۳۹۲–۱۳۹۱ \| \| مهدی پاشازاده \| \| ۱۳۹۲–۱۳۹۳ \| |           |
| نام               | ملیت | سال       |
| اسماعیل هاشمی     | ایران | ۱۳۷۴      |
| سوابو آدریان      | رومانی | ۷۴–۱۳۷۳   |
| یوان پاول         | رومانی | ۱۳۷۴      |
| بیژن ذوالفقارنسب  | ایران | ۷۷–۱۳۷۴   |
| محمد مایلی‌کهن     | ایران | ۱۳۷۸      |
| احد شیخ‌لاری       | ایران | ۸۰–۱۳۷۹   |
| میر معصوم سهرابی  | ایران | ۱۳۸۱      |
| جواد موسوی        | ایران | ۱۳۸۲      |
| علی نیکبخت        | ایران | ۸۳–۱۳۸۴   |
| احد شیخ‌لاری       | ایران | ۱۳۸۵      |
| حسن آذرنیا        | ایران | ۱۳۸۶      |
| محمدحسین ضیایی    | ایران | ۱۳۸۷      |
| اکبر میثاقیان     | ایران | ۸۹–۱۳۸۸   |
| حمید درخشان       | ایران | ۱۳۸۹      |
| میودراگ یشیچ      | صربستان | ۱۳۹۰      |
| علی‌اصغر مدیرروستا | ایران | ۱۳۹۱      |
| بیژن عزیزی        | ایران | ۱۳۹۱      |
| فراز کمالوند      | ایران | ۱۳۹۲–۱۳۹۱ |
| مهدی پاشازاده     | ایران | ۱۳۹۲–۱۳۹۳ |

## افتخارات
- لیگ برتر
- حضور (۵) : ۷۵–۱۳۷۴، ۷۷–۱۳۷۶، ۹۰–۱۳۸۹، ۹۱–۱۳۹۰
- لیگ دسته یک
- قهرمانی (۲): ۸۹–۱۳۸۸، ۹۲–۱۳۹۱
- نایب‌قهرمان (۲): ۷۵–۱۳۷۶، ۸۸–۱۳۸۷
- سومی (۱) : ۷۴–۱۳۷۳
- لیگ دسته دو
- نایب قهرمان (۲): ۸۵–۱۳۸۴، ۹۳–۱۳۹۲
- لیگ دسته سه
- قهرمانی (۱): ۸۳–۱۳۸۲
- لیگ استان آذربایجان شرقی
- قهرمانی (۳): ۷۰–۱۳۶۹، ۷۳–۱۳۷۲، ۸۲–۱۳۸۱